# Family Computer Network System

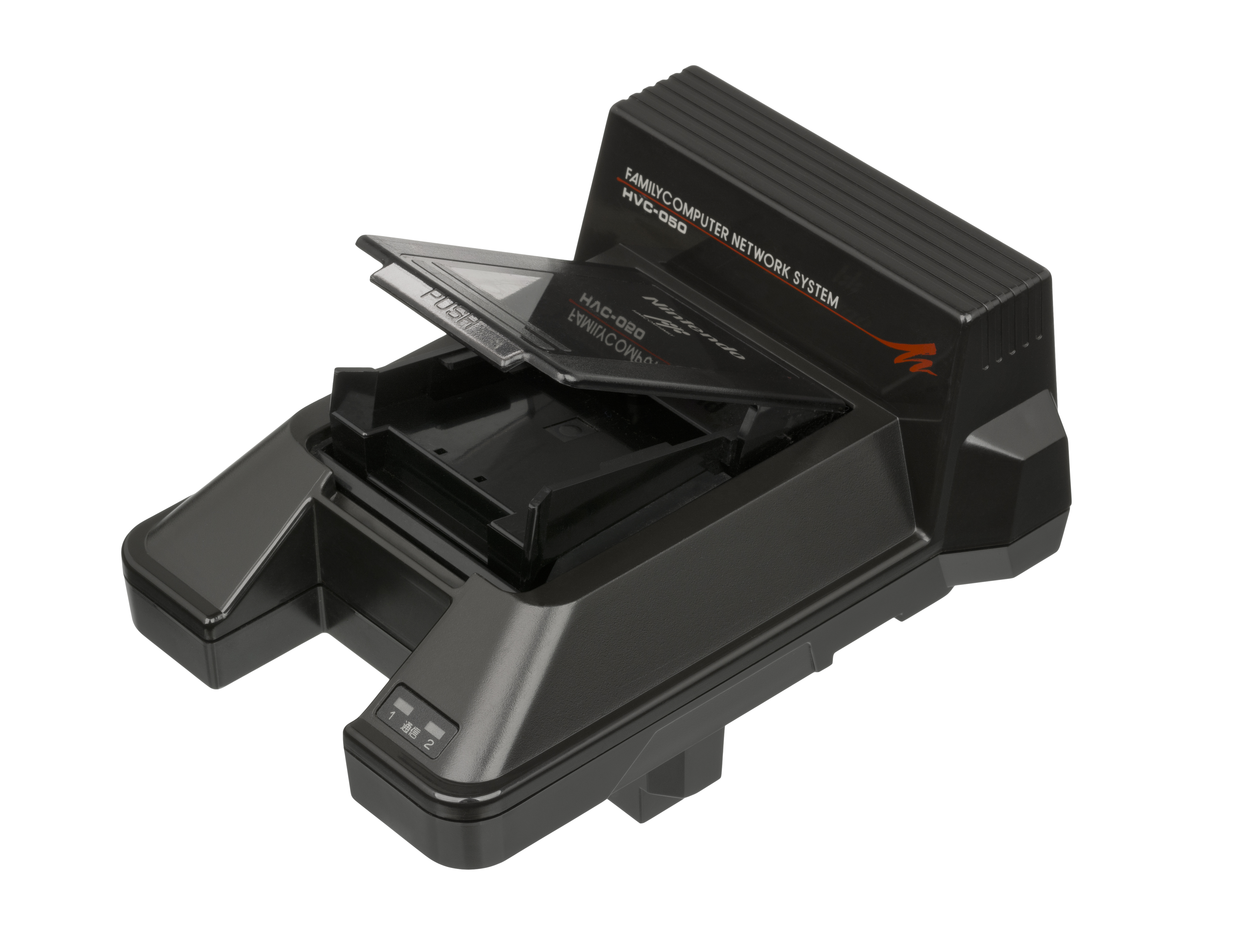
O Famicom Network System.

O Family Computer Network System ou Famicom Network System (em japonês: ファミリーコンピュータ ネットワークシステム Hepburn: Famirī Konpyūta Nettowāku Shisutemu), popularmente conhecido como Famicom Modem é um acessório para o Nintendo Entertainment System lançado em 1988 somente no Japão que permitia o acesso a uma rede através de conexão dial-up e com cartuchos específicos para o acessório.